# Marshfield (wieś w Vermont)
Marshfield – wieś (village) w Stanach Zjednoczonych, w stanie Vermont, w hrabstwie Washington, w gminie (town) Marshfield.